# One (Matthew-Shipp-Album)
One ist ein Jazzalbum von Matthew Shipp. Die am 18. August 2005 in den Leon Lee Dorsey Studios, New York City, entstandenen Aufnahmen erschienen am 24. Januar 2006 auf Thirsty Ear.

## Hintergrund
One  war Shipp viertes Solo-Klavieralbum. Im Unterschied zum vorgehenden Soloalbum Songs von 2002 (das Jazzstandards enthielt) handelt es sich um seine erste Sammlung von Original-Solostücken seit fast einem Jahrzehnt.

## Titelliste
- Matthew Shipp – One (Thirsty Ear THI57166)[2]
  1. Arc 3:08
  2. Patmos 3:38
  3. Gamma Ray 4:27
  4. Milky Way 3:25
  5. Blue in Orion 3:32
  6. Electro Magnetism 2:43
  7. The Encounter 4:05
  8. The Rose Is a Rose 2:08
  9. IEOU  3:21
  10. Abyss Code 2:30
  11. Zero 3:23
  12. Module 4:13
- Alle Kompositionen stammen von Matthew Shipp.

## Rezeption
Thom Jurek verlieh dem Album in Allmusic vier Sterne und schrieb, in dieser neuen Art von Rezital mache Shipp zwei seiner Haupteinflüsse, Cecil Taylor und Mal Waldron mit ihren Spuren in Bezug auf seine musikalische Architektur deutlich, aber diese würden niemals dominant. In diesen Stücken stecke eine Art Skaleneffekt, der für jeden Solo-Piano-Unternehmung erfrischend sei. One sei eine vollständig realisierte und poetische Arbeit eines reifen Pianisten, so Jureks Resümee, der endlich seine Anerkennung bekommen sollte, nicht nur als Improvisator und ein Visionär, sondern auch als brillanter Techniker.

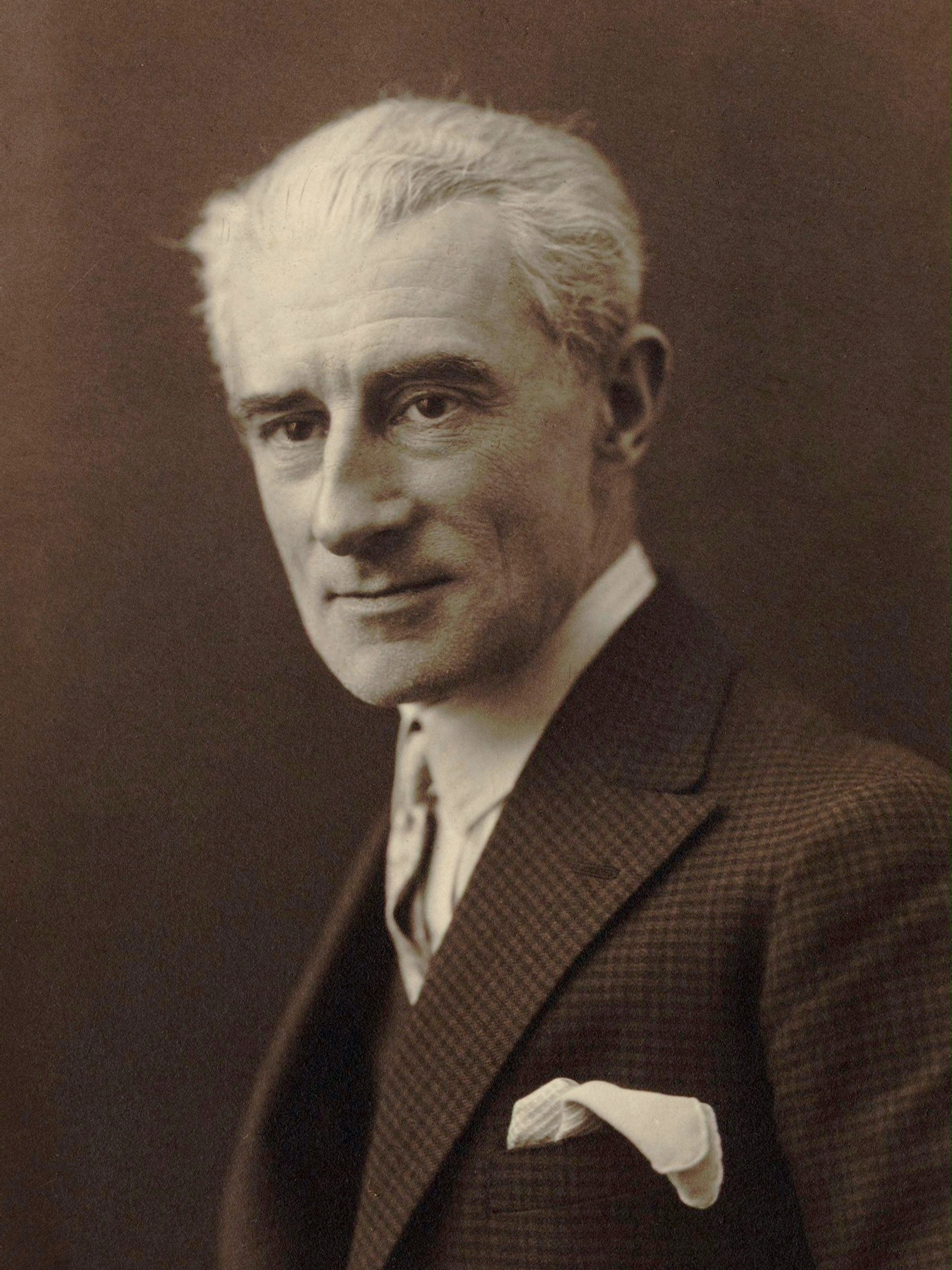
Maurice Ravel 1925

Matthew Murphy schrieb in Pitchfork, One sei – nach Shipps Crossover-Projekten mit Elektronik- und DJ-Kultur –  gleichzeitig sowohl als meditative Neuzentrierung als auch als weiterer Aufbruch zu verstehen, wobei Shipp sein bekanntes Vokabular nach Cecil Taylor leise auf eine einzigartige Form numinöser Kammermusik umleite. Mit ihrer kompakten, eleganten Architektur und gemessenen Sprache ähnelten die zwölf Titel von One oft den Klavierstudien von Ravel oder Debussy aus dem frühen 20. Jahrhundert ebenso wie dem modernen Jazz. Leider gebe es Momente, kritisiert der Autor, wo Shipps Gefühl der Zufriedenheit sich gegen ihn auswirke, in Fällen, in denen er zu lange in seinen wirbelnden, aquarellierten Wirbeln verweile. Am effektivsten sei Shipp hingegen, wenn es am anspruchsvollsten sei, wie beim dichten Zittern von Electro Magnetism; in solchen Stücken erzeuge Shipp eine spannende, instabile Dynamik, auf die er in seiner zukünftigen Arbeit idealerweise aufbauen wird.
Richard Cook und Brian Morton zeichnen in ihrem Penguin Guide to Jazz on CD das Album mit der Höchstnote von vier Sternen aus. In Übereinstimmung mit seinem Instinkt für Form hätten diese relativ kurzen Stücke eine interne Logik und Struktur, die greifbar, aber gegen Analyse resistent seien, schrieben die Autoren. Hervorhebenswert seien vor allem die längeren Mitschnitte, The Encounter, Gammy Ray und Module.